# 正三角台塔反柱
正三角台塔反柱（せいさんかくだいとうはんちゅう、英: gyroelongated triangular cupola）とは、22番目のジョンソンの立体で、正六角反柱の1つの底面に正三角台塔をつけた形である。

## 関連図形
| 正反六角柱 （正三角台塔を取り除く） | 正三角台塔 （正反六角柱を取り除く）     | 双三角台塔反柱 （正三角台塔を追加）         |
| 正三角台塔柱 （30°ねじる）          | 正四角台塔反柱 （台塔の角の数を増やす） | 正五角台塔反柱 （台塔の角の数を更に増やす） |